# Ogcocephalus parvus
Die Raurücken-Seefledermaus (Ogcocephalus parvus) ist eine Art aus der Familie der Seefledermäuse (Ogcocephalidae). Sie kommt entlang der Küste des westlichen Atlantiks von North Carolina bis nach Brasilien vor. Laut IUCN ist die Art nicht gefährdet.

## Merkmale
Ogcocephalus parvus erreicht eine maximale Gesamtlänge von 10 Zentimetern. Longley beschrieb die Art nach Exemplaren von Tortugas, Florida. Die Rückenseite des gesamten Fisches ist demnach rau, bedeckt mit Stacheln und Tuberkeln verschiedener Größe. Nach Hildebrands Notizen lebend mit unregelmäßigen roten Flecken auf gelbem Grund. Bradbury beschrieb ein Aquarienexemplar, gefangen im Golf von Mexiko, als oberseits dunkelbraun, ein vor Guyana gesammeltes Exemplar als dorsal sehr dunkel. Präpariert unterschieden sich nördliche und südliche Exemplare.
Die Körperkonturen sind außergewöhnlich eckig, die Maulbreite im Verhältnis zur Kopfhöhe sehr klein. An den vom Körper entfernten Enden der Brustflossen (Pectorale) befinden sich auf der Unterseite fleischige Polster. Die Rückenflosse (Dorsale) hat, wie die Afterflosse (Anale) 4 Weichstrahlen. Die Anzahl der Schuppen auf der Seitenlinie beträgt gewöhnlich 17, auf den Wangen befinden sich gewöhnlich 8 und am Suboperculare gewöhnlich 5 oder 6 Schuppen. Die Art hat 18 bis 20 Wirbel.

## Lebensraum und Lebensweise
Die Art lebt fern der Küsten, gewöhnlich in Tiefen von 54 bis 125 m. Ansonsten ist über sie nur wenig bekannt. Die IUCN übernimmt zum Teil Bradburys Beschreibung der Lebensweise der Seefledermäuse. Danach ernähren sie sich von kleinen Schnecken und Muscheln, von verschiedenen Würmern, kleinen Krebstieren und gelegentlich von kleinen Fischen. Eier, Larven und Postlarven sind pelagisch. Sie schließen die Entwicklung ab wenn sie sich am Boden niederlassen.